# Український (Косіхинський район)
Украї́нський (рос. Украинский) — селище у складі Косіхинського району Алтайського краю, Росія. Адміністративний центр Баюновської сільської ради.

## Населення
Населення — 1022 особи (2010; 1001 у 2002).
Національний склад (станом на 2002 рік):
- росіяни — 83 %